# Papillaria pseudoappressa
Papillaria pseudoappressa là một loài Rêu trong họ Meteoriaceae. Loài này được Müll. Hal. mô tả khoa học đầu tiên năm 1901.